# 王朝勋章
王朝勳章（英語：Dynastic Order），也被稱為“君主勳章（Monarchical Order）”或“王室勳章（House Order）”，指的是一種受王室庇護的勳章。這種勳章由君主或曾經擁有主權的統治家族首領作為合法“勳銜來源”授予。這些勳章通常被視為統治家族文化遺產的一部分。王朝勳章通常是為了獎勵對君主或其後代王朝的服務而設立或維持的。
國家勳章是一種與王朝勳章類似的勳章，但是前者通常是以主權國家名義而非其統治家族名義頒授。

## 君主親自頒授
王朝勳章完全由君主掌控，授予這些勳章不需要經過政治領袖（首相或內閣）的建議。一份英國政府於2009年發表的報告提到，“已經確定了君主真正個人、獨有的行使權力之一：即授予某些榮譽，這些榮譽仍屬於君主的授予範圍（例如功績勳章、嘉德勳章、薊花勳章和皇家維多利亞勳章）。”
一般而言，王朝勳章或王室勳章由君主授予，理由由君主自行決定。而其他勳章，通常稱為功勳章，則由政府官員推薦，以表彰個人的成就或對國家的貢獻。

### 葡萄牙
“王朝勳章”也被用於描述那些遜位的前代君主及其後世子孫所頒授的勳章。例如葡萄牙王位覬覦者、布拉干薩公爵杜阿爾特·皮奧就在其網站宣稱維拉維科薩無玷聖母勳章“是布拉干薩王室所頒授的王朝勳章而非國家勳章，由末代國王曼紐二世在流亡期間繼續頒授。”由於杜阿爾特·皮奧繼承了曼紐二世的王位，因此他繼續頒授這枚屬於葡萄牙王國而同時未被葡萄牙共和國所接管的勳章。
葡萄牙共和國對此持不同看法，認為所有王家勳章自1910年10月5日革命後均已廢除，其中一些於1918年以共和國的形式復活。出於官方目的，葡萄牙政府簡單地無視杜阿爾特·皮奧頒發的勳章。儘管接受杜阿爾特·皮奧授予的勳章（包括他自己）不會受到任何法律制裁，但葡萄牙法律要求獲得任何官方獎勵（無論來自葡萄牙還是外國）都需要政府許可；杜阿爾特·皮奧授予的獎勵在任何一份名單上均未出現。

### 義大利
義大利共和國與葡萄牙共和國也存在類似的情況，儘管共和國政府認為前國王的勳章已經失效，但末代國王翁貝托二世的繼承人依舊還在頒授這些勳章。但義大利共和國國內有些情況卻是獨一無二的，例如聖莫里斯和拉薩路騎士團是少數經教宗詔書明確承認的騎士團之一，而薩伏依王朝則被教宗額我略十二世授予永久頒授聖莫里斯和拉薩路騎士團騎士勛章的權力。